# Bistum Hamilton in Neuseeland
Das Bistum Hamilton in Neuseeland (lateinisch Dioecesis Hamiltonensis in Nova Zelandia, englisch Diocese of Hamilton) ist eine in Neuseeland gelegene Diözese der römisch-katholischen Kirche mit Sitz in Hamilton.

## Geschichte
Das Bistum Hamilton in Neuseeland wurde am 6. März 1980 aus dem Bistum Auckland heraus errichtet. Als Gebiet wurden ihm die seinerzeitigen Countys Raglan County, Waipa County, Otorohanga County,  Taumarunui County, Otinemuri County, Piako County, Matamata County, Tauranga County, Rotorua County, Taupo County, Opotiki County, Waiapu County, Waikohu County und Cook County sowie Teile von Waikato County zugewiesen.
Die Diözese ist ein Suffraganbistum des Erzbistums Wellington.

## Bischöfe
- Edward Russell Gaines (1980–1994)
- Denis Browne (1994–2014)
- Stephen Marmion Lowe (2014–2021, dann Bischof von Auckland)
- Richard Laurenson (seit 2023)